# 이코마 가즈마사
이코마 가즈마사(일본어: 生駒一正, 고지 원년(1555년) ~ 게이초 15년 3월 18일(1610년 5월 11일))는 센고쿠 시대부터 에도 시대 초기 까지의 무장, 다이묘이다. 이코마 지카마사의 장남.
| 전임 이코마 지카마사 | 제2대 다카마쓰번 번주 1600년 ~ 1610년 | 후임 이코마 마사토시 |